# Jos Lantmeeters
Jos Lantmeeters (Genk, 30 maart 1964) is sinds 1 september 2020 gouverneur van de Belgische provincie Limburg.

## Levensloop
Lantmeeters studeerde in 1988 af als licentiaat in de rechten aan de Katholieke Universiteit Leuven. Van 1988 tot 2020 werkte hij als advocaat, met een eigen kantoor in Genk.
Voor de Volksunie werd Lantmeeters bij de gemeenteraadsverkiezingen van oktober 2000 verkozen in de gemeenteraad van Genk. Hij zetelde er van 2001 tot 2006 voor de Volksunie en nadien N-VA. Bij de gemeenteraadsverkiezingen van oktober 2006 werd hij niet herverkozen, maar in mei 2012 kwam hij opnieuw in de Genkse gemeenteraad terecht. Hij zetelde er tot in juli 2020. 
Van 2003 tot 2007 was Lantmeeters provinciaal voorzitter van de N-VA in Limburg en hij zetelde ook in de partijraad en het partijbestuur van de partij.
Bij de Vlaamse verkiezingen van 25 mei 2014 behaalde zijn partij in de Kieskring Limburg 32,15% van de stemmen, waardoor N-VA vijf volksvertegenwoordigers in die kieskring kon afvaardigen naar het Vlaams Parlement. Zelf haalde Lantmeeters 14.730 voorkeurstemmen. Als vierde kandidaat op de lijst werd hij verkozen. Voor de verkiezingen van 26 mei 2019 kreeg hij de derde plaats. Hij werd herkozen in het Vlaams Parlement met 12.498 voorkeurstemmen. Als Vlaams Parlementslid volgde hij vooral de dossiers rond economie, fiscaliteit en energie op en nam hij in de legislatuur 2014-2019 zitting in de commissies Economie, Werk, Sociale Economie, Innovatie en Wetenschapsbeleid, waarvan hij van 2016 tot 2019 voorzitter was, en Algemeen Beleid, Financiën en Begroting. Nadien was hij van 2019 tot 2020 naast lid van de commissie Mobiliteit en Openbare Werken voorzitter van de commissie Algemeen Beleid, Financiën, Begroting en Justitie.

Vlag van de gouverneur van Limburg

Op 17 juli 2020 werd Lantmeeters door de Vlaamse Regering benoemd tot provinciegouverneur van Limburg. Hij legde de gouverneurseed af op 17 augustus 2020. Wel besloot hij om zijn ambtswoning in Hasselt voorlopig niet betrekken. Naar eigen zeggen wilde hij de woning met ruime binnentuin in het centrum van Hasselt meer leven geven en de woning met tuin gecontroleerd openstellen voor het publiek.